# Motion graphics
Un motion graphic traduït literalment és "grafisme en moviment". És un vídeo o animació digital que crea la il·lusió de moviment mitjançant imatges, fotografies, títols, colors i dissenys. Resumint, un motion graphic es defineix com una animació gràfica multimèdia en moviment.

## Objectiu
És un mitjà publicitari molt dinàmic que es pot utilitzar per vídeos corporatius d'empresa; postproducció audiovisual per cinema o televisó; presentacions interactives; música (videoclips); publicitat i banners d'internet; exposicions de projectes i autoria DVD.

## Tipus
- Els kinetic Motion Graphics estan basats en el joc entre un text i el disseny gràfic. És un recurs molt estès per crear presentacions gràfiques esquematitzades i pot anar acompanyat de música o d'una narració.[3]
- La kinetic typography o tipografia cinètica consisteix en un sistema de text en moviment que respon a un àudio on es diu o llegeix el que veiem a les lletres. Aquestes es mouen a través de la pantalla i poden apareixen en diverses mides o colors per tal de posar èmfasi en l'entonació o el missatge.[4]
- L'stop motion consisteix en l'animació imatge per imatge a partir d'una sèrie de fotografies que aporten una sensació de moviment.
- La combinació de motion graphics amb imatge real s'utilitza en gran manera per la creació d'efectes visuals o VFX en el cinema, la televisió o la publicitat. Consisteix en superposar animacions en 2D i 3D a una imatge real.

## Característiques
- Encara que gràcies al moviment pugui crear il·lusió de 3D, els motion graphics solen ser en 2 dimensions, tot i que podem trobar casos de motion graphics en 3D.
- El format de projecte audiovisual està subjecte al format rectangular apaïsat.
- No tots els elements d'un motion graphic han de moure's, simplement ha de crear aquesta il·lusió. Per exemple, un títol pot engrandir-se, desaparèixer o canviar de color, sense necessitat d'estar en moviment.
- En realitat, estan més prop del disseny 4D, ja que es considera el temps, que permet crear el moviment, com a quarta dimensió.
- A l'ésser un element multimèdia, reuneix en una mateixa producció elements de la mateixa naturalesa: gràfics vectorials, mapes de bits, recursos de vídeo i recursos d'àudio.

## Història
No se sap amb certesa com o quan va sorgir el que ara es diu motion graphics. Es reconeixen presentacions des de 1800 que es podrien considerar motion graphics amb les possibilitats tècniques de l'època. Però no va ser sinó fins a 1960 quan un dels pares de l'animació digital, John Whitney, va encunyar aquest terme. John Whitney va ser el creador dels títols de crèdit de la pel·lícula Vertigen, d'Alfred Hitchcock, juntament amb el dissenyador gràfic Saul Bass. Més tard va crear la seva pròpia empresa de produccions, Motion Graphics Inc. El gran pioner va ser Saul Bass, creador d'animacions digitals especialitzat en produccions cinematogràfiques. Ha treballat per a títols mítics, entre ells alguns de Hitchcock o de Martin Scorsese. En aquells dies era només un terme utilitzat per professionals, fins que els dissenyadors Trish i Chris Meyer van escriure el llibre Creació de Motion Graphics. Van formar més tard l'estudi Chris Design. A Espanya, va trigar uns anys més a arribar el concepte i a fer funcionar estudis de disseny gràfic a diverses ciutats del país.[cita 

## Artistes
- Kyle Cooper és un famós dissenyador de títols de crèdit. Ha treballat per Seven, La Mòmia, Spiderman o L'increïble Hulk. En videojocs, ha realitzat treballs per a dos lliuraments de Metar Gear Solid.
- Len Lye: artista d'avantguarda descatalogada molt famós a Nova Zelanda. Creador de pel·lícules experimentals i escultures, la seva obra d'animació és el que li defineix.
- Maurice Binder: nascut a Nova York, però ha desenvolupat gairebé tota la seva obra a Anglaterra. És el creador de les famoses animacions de capçalera de la saga James Bond, en 14 dels seus lliuraments. Entre elles, la primera: Agent 007 contra el Dr. No, per la que dissenyà la famosa animació inicial.
- Nando Costa: dissenyador gràfic i director, ha treballat al voltant del món experimentant amb animació digital i música fins a arribar a l'agència de publicitat de Boston Modernista!. Després d'això, va crear la seva pròpia agència, Nervo, havent treballat per a empreses com Microsoft, Apple, Tova, Mercedes-Benz o Nike.

## Programari
Actualment, s'ha desenvolupat molt la tècnica motion graphic. Podem trobar diversos programes per al seu ús i amb diferents funcionalitats. Aquest són els més reconeguts a l'abast de l'usuari.
- Adobe After Effects: programari d'animació, postproducció i efectes visuals, amb el qual és possible treballar amb una gran varietat de formats d'imatge i video. Les seves funcions ens permeten animar moltes de les propietats dels nostres arxius, i avui en dia és el programari preferit pels professionals del disseny i l'animació per generar motion graphics.
- Apple Motion: programari especialitzat en animació per crear títols en 2D o 3D, transicions i efectes en temps real.
- Adobe Photoshop programari especialitzat en l'edició i creació d'imatges, algunes de les seves versions inclouen eines d'animació. El moviment es crea dibuixant o editant quadre per quadre.
- Adobe Flash: programari d'animació que treballa principalment amb imatges vectorials, les seves versions més recents poden exportar animacions usant la tecnologia WebGL.
- Maxon Cinema 4D: programari d'animació 3d, algunes de les seves eines són extensivament utilitzades per tal de generar motion graphics.
- Autodesk Maya: és un "programari integral d'animació 3D". Algunes de les seves funcions poden ser utilitzades per crear motion graphics.
- Autodesk 3D Max: programari de creació de gràfics i animació 3D desenvolupat per Autodesk amb una arquitectura basada en plug-ins.